# Gaspar van Weerbeke
Gaspar van Weerbeke (Tournai, vers el 1445 i mort pels voltants del 1516) fou un músic flamenc.
Va estar al servei de la família Sforza, de Milà, i des de 1481 fins al 1849 va pertànyer a la Capella Pontifícia. Va compondre diverses misses, motets, lamentacions, etc.
Aquestes obres, o part d'elles, foren publicades en diferents col·leccions.